# Iktinos
Iktinos, řecky Ἰκτῖνος, latinsky Ictinus byl starořecký architekt z 5. století př. n. l. Dle Vitruvia byl spolu s Kallikratem architektem a stavitelem Parthenónu (o němž napsal i teoretický spis), telestéria v Eleusíně a Apollónova chrámu v arkádské Figaleii (dle Pausania). Tam sice byla prvně v historii užita korintská hlavice, ale někteří odborníci zpochybňují Iktinův podíl na stavbě chrámu argumentem, že je oproti Parthenónu příliš zastaralý. Ve svém díle kombinoval iónské a dórské prvky. Není známo, z jakého města pocházel, ale vzhledem k tomu, jaké příležitosti dostal v Athénách, předpokládá se, že byl z Athén. Byl pravděpodobně ke svému úkolu pověřen Periklem. Měl zásadní roli v přesunu důrazu na vnitřní prostor ve starořecké archiktektuře.